# 乾貞
乾貞（927年十一月—929年十一月）是南吴睿帝杨溥的第二個年號，共计3年。
928年六月荆南武信王高季兴被吴封为秦王，用此年号。文獻王高从诲继续沿用此年号到929年六月。

## 改元
- 順義七年——十一月三日，楊溥稱帝；十七日，改元乾貞元年。[3][4][5]
- 乾貞三年——十一月二十七日，改元大和元年。[6][7][8]

## 紀年對照表
| 乾貞 | 元年  | 二年  | 三年  |
| ---- | ----- | ----- | ----- |
| 公元 | 927年 | 928年 | 929年 |
| 干支 | 丁亥  | 戊子  | 己丑  |

## 同期存在的其他政权年号
- 中國
  - 天成（926年－930年）：後唐—李嗣源之年號
  - 宝正（926年－931年）：吳越—錢鏐之年號
  - 白龍（925年－928年）：南漢—劉龑之年號
  - 大有（928年－942年）：南漢—劉龑之年號
  - 天應（927年）：大長和—鄭隆亶之年號
  - 尊圣（928年－929年）：大天興—趙善政之年號
  - 興聖（929年－930年）：大義寧—楊干真之年號
  - 天显（926年－938年）：契丹—耶律阿保機、耶律德光之年號
  - 甘露（926年－936年）：東丹—耶律倍之年號
  - 同慶（912年－966年）：于闐—尉遲烏僧波之年號
- 朝鮮半島
  - 天授（918年－933年）：高麗—高麗太祖王建之年號
- 日本
  - 延長（923年－931年）：平安時代—醍醐天皇之年號

## 深入閱讀
- 李崇智. . 北京: 中華書局. 2004年12月. ISBN 7101025129.
- 徐红岚. . 瀋陽: 辽宁教育出版社. 1998年5月. ISBN 7538246193.
- 鄧洪波. . 臺北: 國立臺灣大學東亞經典與文化研究計劃. 2005年3月  [2022-01-03]. ISBN 9789860005189. （原始内容 (pdf)存档于2007-08-25）. （页面存档备份，存于）

## 參看
- 中國年號索引

| 前一年號： 顺义 | 南吴年号 | 下一年號： 大和 |

| 前一年號： 天成 | 荆南年号 | 下一年號： 天成 |